# Ausdauernde Ochsenzunge
Die Ausdauernde Ochsenzunge (Pentaglottis sempervirens), auch Spanische Ochsenzunge oder Immergrüne Fünfzunge genannt, ist die einzige Art der Pflanzengattung Pentaglottis innerhalb der Familie der Raublattgewächse (Boraginaceae). Sie ist in Südwesteuropa verbreitet.

## Beschreibung

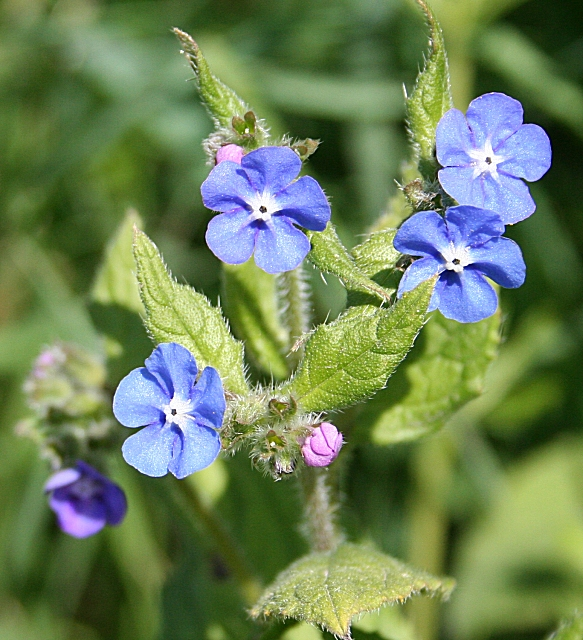
Blütenstand mit radiärsymmetrischen Blüten und großen Tragblättern

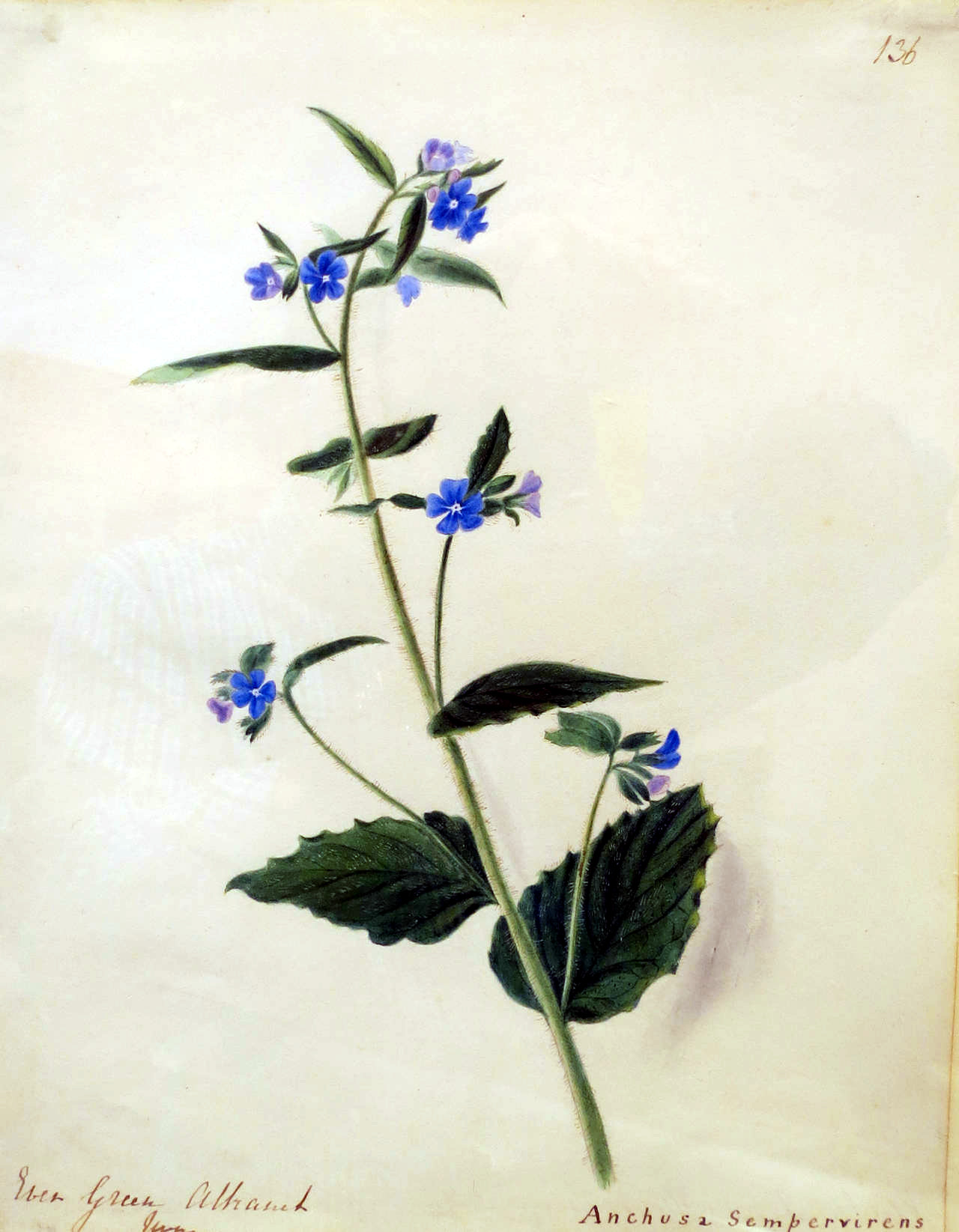
Illustration

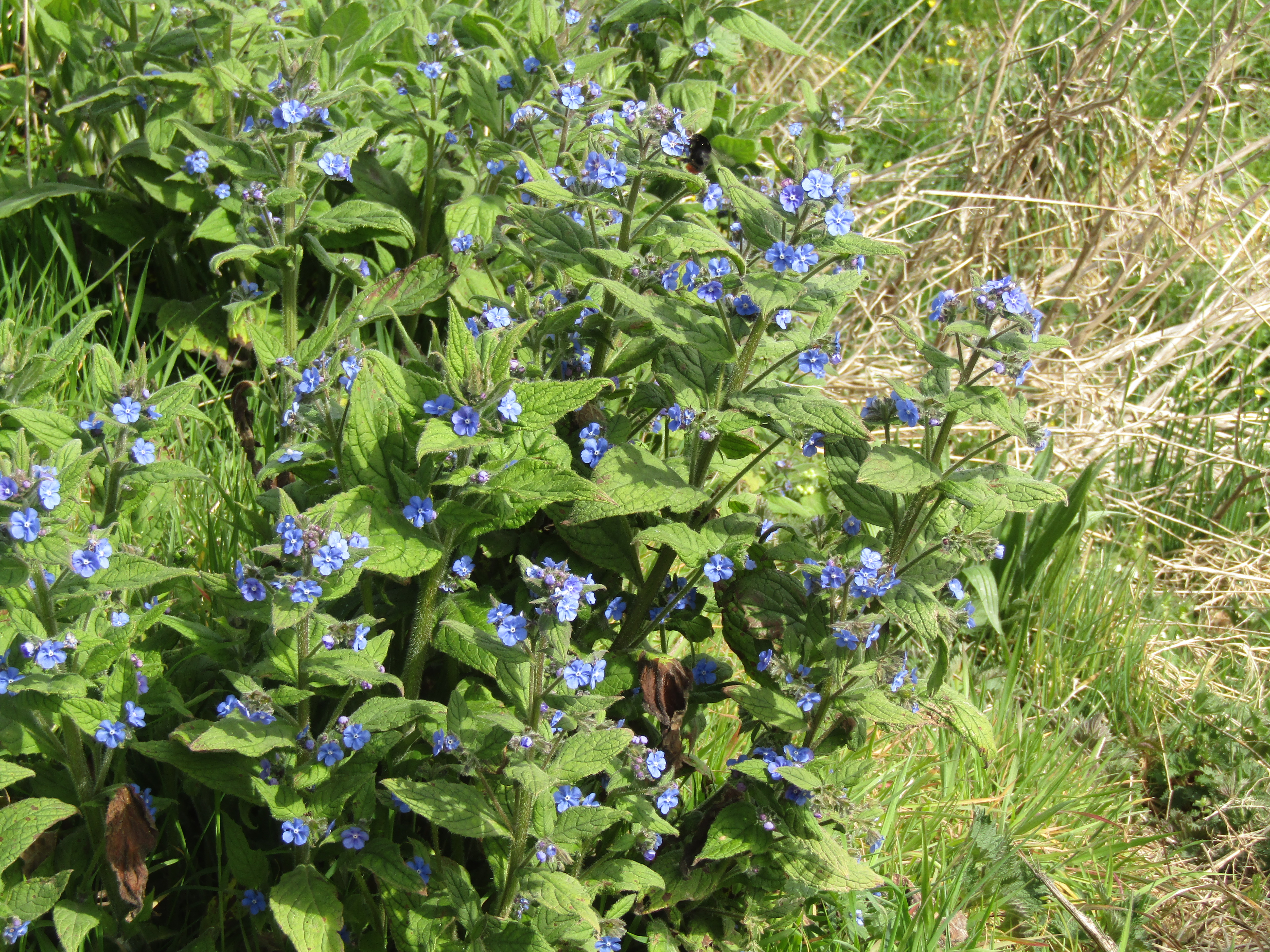
Habitus, Laubblätter und Blüten

### Vegetative Merkmale
Die Ausdauernde Ochsenzunge wächst als immergrüne, ausdauernde krautige Pflanze, die Wuchshöhen von selten 10 bis, meist 40 bis 100 Zentimetern erreicht. Das Rhizom besitzt einen Durchmesser von 1 bis 2 Zentimetern. Die oberirdischen Pflanzenteile sind dicht borstig behaart. Der aufrechte oder aufsteigende Stängel ist unverzweigt und behaart.
Die in einer grundständigen Rosette und wechselständig am Stängel verteilt angeordnet Laubblätter sind dicht behaart, besonders an den Blattnerven auf der Blattunterseite. Die Grundblätter sind in Blattstiel und Blattspreite gegliedert. Der Blattstiel der Grundblätter ist meist 4,4 bis 14,3 (3,8 bis 18 Zentimeter lang. Die einfache Blattspreite der Grundblätter ist bei einer Länge von meist 15,3 bis 30,6 (11,3 bis 33,5) Zentimetern sowie einer Breite von meist 3,7 bis 7,3, selten bis zu bis 9 Zentimetern eiförmig bis länglich-eiförmig mit spitzem oberen Ende und sie verschmälert allmählich in den Blattstiel. Die Stängelblätter sind kurz gestielt oder die obersten sitzend. Die einfache Blattspreite der Stängelblätter ist 6,5 bis 9,8, selten bis zu 12 Zentimeter lang sowie 1,8 bis 3, selten bis zu 4,5 Zentimeter breit.

### Generative Merkmale
Die Blütezeit reicht von Mai bis Juni. Die stechend borstig behaarten Blütenstandsschäfte sind unverzweigt aufsteigend und stehen in den Achseln der Laubblätter. 5 bis 17 Blüten stehen über je einem großen Tragblatt in einem trugdoldigen Blütenstand zusammen. Das Tragblatt ist bei einer Länge von 3 bis 11 Millimetern sowie einer Breite von 1 bis 4 Millimetern eiförmig-lanzettlich mit spitzem oberen Ende. Der mehr oder weniger aufrechte Blütenstiel ist während der Anthese 1 bis 2 Millimeter lang und verlängert sich bis zur Fruchtreife auf eine Länge von 3 bis 5 Millimetern.
Die zwittrige Blüte ist radiärsymmetrisch und fünfzählig mit doppelter Blütenhülle. Die fünf Kelchblätter sind glockenförmig verwachsen. Der haltbare Kelch ist während der Anthese meist 4,5 bis 8 (4 bis 8,5) Millimeter lang, zur Fruchtzeit ist er meist 8 bis 9,3 (7,2 bis 11,4) Millimeter lang. Die rau behaarten Kelchlappen sind lanzettlich oder elliptisch-lanzettlich mit spitzem oberen Ende. Die fünf Kronblätter sind stieltellerförmig verwachsen. Die tiefblaue Blütenkrone weist einen Durchmesser von meist 6,5 bis 11,5 (5,8 bis 12) Millimetern auf. Die Kronröhre ist etwa 2 Millimeter lang. Die Schlundschuppen sind weiß. Die fünf Kronlappen sind bei einer Länge von 3 bis 5 Millimetern eiförmig. Die Staubblätter überragen die Kronröhre nicht und sind mehr oder weniger gleich lang. Die dunklen Staubbeutel sind 0,6 bis 0,8 Millimeter lang.
Die gestielten Klausen sind bei einer Länge von 3,5 bis 4 Millimetern sowie einem Durchmesser von 2 bis 2,7 Millimetern eiförmig mit dreieckigem Anhängsel.
Die Chromosomengrundzahl beträgt x = 11; es liegt Diploidie mit einer Chromosomenzahl von 2n = 22 vor.

## Ökologie
Bei der Ausdauernden Ochsenzunge handelt es sich um einen mesomorphen Hemikryptophyten. Als Speicherorgan wird eine Rübe aus der verdickte Hauptwurzel einschließlich des verdickten Hypokotyls und Epikotyls gebildet.
Die „Wurzeln“ brechen leicht ab und treiben leicht wieder aus, dies führt zu einer vegetativen Vermehrung. Sie kann durch Selbstaussaat „lästig“ werden.
Pentaglottis sempervirens ist homogam: die zwittrigen Blüten sind gleichzeitig männlich und weiblich. Bei ausbleibender Fremdbestäubung kann auch Selbstbestäubung zu einer Befruchtung führen. Meist erfolgt aber eine Bestäubung durch Insekten. Als Belohnung für die Bestäuber wird Nektar gebildet. Blütenökologisch handelt es sich bei Pentaglottis sempervirens um Blumen mit völlig verborgenem Nektar und Stieltellerblumen, bei denen Staubblätter und Narbe in der Kronröhre angeordnet sind und diese nicht überragen. Als Bestäuber wirken Bienen, Hummeln, Wespen, Wollschweber (Bombyliidae) sowie Syrphiden.
Die Klausenfrucht ist Bruchfrucht, die in vier einsamige, geschlossenbleibende Teilfrüchte = Klausen zerfällt. Die Klausen sind die Diasporen. Die Ausbreitung der Diasporen erfolgt durch den Mund von Tieren oder Klett- und Klebausbreitung auf der Oberfläche von Tieren (Epichorie).

## Vorkommen
Das natürliche Verbreitungsgebiet der Ausdauernden Ochsenzunge liegt in Südwesteuropa, vom zentralen Portugal über Spanien bis ins südwestliche Frankreich und bis Belgien. Pentaglottis sempervirens ist ein Neobiota in Großbritannien, Irland, Schweden, Deutschland, Italien, Kanada und in den westlichen Vereinigten Staaten.
In den gemäßigten Gebieten, beispielsweise in Nordamerika und Mitteleuropa wird Pentaglottis sempervirens selten als Zierpflanze verwendet und verwildert auch gelegentlich. In Deutschland kommt die Ausdauernde Ochsenzunge nur selten und an isolierten Fundorten vor: Baden-Württemberg bei Karlsruhe, Rheinland-Pfalz, Nordrhein-Westfalen, Hessen bei Frankfurt, Sachsen-Anhalt bei Halle und Schleswig-Holstein.
Sie gedeiht auf Dünen sowie an Wald- und Wiesenrändern.

## Systematik
Die Erstveröffentlichung erfolgte 1753 unter dem Namen (Basionym) Anchusa sempervirens durch Carl von Linné in Species Plantarum, Tomus I, S. 134. Das Artepitheton sempervirens bedeutet „immerlebend“. Die Neukombination zu Pentaglottis sempervirens (L.) Tausch ex L.H.Bailey wurde 1949 durch Liberty Hyde Bailey: Manual of Cultivated Plants Most Commonly Grown in the Continental United States and Canada, 2. Auflage, S. 837 veröffentlicht und Ignaz Friedrich Tausch zugeschrieben. Die Gattung Pentaglottis Tausch wurde 1829 durch den böhmischen Botaniker Ignaz Friedrich Tausch in Flora, Band 12, S. 643 aufgestellt. Der Gattungsname Pentaglottis setzt sich aus den Wörtern penta für „fünf“ und glotta (glossa) für „Zunge“. Weitere Synonyme für Pentaglottis sempervirens (L.) Tausch ex L.H.Bailey sind: Buglossum sempervirens (L.) All., Caryolopha sempervirens (L.) Fisch. & Trautv.
Pentaglottis sempervirens ist die einzige Art der Gattung Pentaglottis Tausch aus der Tribus Boragineae in der Unterfamilie Boraginoideae innerhalb der Familie Boraginaceae. Ein Synonym für Pentaglottis Tausch ist Caryolopha Fisch. ex Trautv.

## Nutzung
Pentaglottis sempervirens wird als Zierpflanze verwendet.
Die Blüten von Pentaglottis sempervirens können roh gegessen werden und sollen einen milden Geschmack aufweisen.